# 레스베라트롤
레스베라트롤(영어: resveratrol)은 식물이 곰팡이나 해충같은 안좋은 환경에 직면했을 때 만들어내는 파이토알렉신으로서 폴리페놀계 물질이다. 인체의 여러 질병에 도움이 되는 것으로 알려져 있다. 예를 들어 항암, 항바이러스, 신경보호, 항노화, 항염, 수명 연장 등의 효과가 보고되고 있다. 인체에 미치는 독성이나 부작용에 대한 것은 특히 장기 복용의 경우 아직까지 연구된 바가 없다.
sir1이라고 하는 탈아세틸효소를 활성화시켜서 수명연장을 일으킨다. 또한 퀴논 환원효소(QR1)와 사이클로옥시제나제(COX)를 억제한다.
포도껍질, 포도씨, 땅콩, 오디에 들어 있다. 물에는 녹지 않고 알코올에 잘 녹는다. 따라서 포도 주스보다 적포도주에 많이 들어 있다. 이것은 프렌치 패러독스를 설명해 줄 수 있다. 그러나 적포도주를 수명 연장의 목적으로 마시기 위해서는 실험동물에 투여한 레스베라트롤의 양을 감안할 때 하루에 수십 병의 적포도주를 마셔야 한다. 알코올은 하루에 한두 잔 이상을 마시면 득보다 해가 많다는 점을 감안할 때 이는 좋은 방법이 아니다.
대황속의 Rheum rhaponticum이라는 종의 뿌리에 많이 들어 있다. 다른 대황속 식물에 어느 정도 들어 있는지는 알려져 있지 않다.
트랜스 레스베라트롤과 시스 레스베라트롤의 두 가지 형태가 있다. 트랜스 레스베라트롤만이 약효가 있는 것으로 추측되고 있다. 열과 자외선에 의해 트랜스 레스베라트롤이 시스 레스베라트롤로 바뀐다.
체내에서 재빨리 대사된다. 대사 산물은 주로 황화 유도체와 글루쿠로나이드 유도체이다. 유도체들의 약리 작용은 아직까지 알려져 있지 않다. 순수 레스베라트롤은 체내에서 반감기가 8~14분정도이다.

## 자연계 존재 형태

### 식물
레스베라트롤은 1940년 미치오 타카오카(Michio Takaoka)가 헬리보어의 뿌리에서 분리정제 하였으며, 1963년에는 호장근 뿌리에서 정제되었다. 레스베라트롤은 1992년 와인이 심혈관계 질환에 좋은 효과를 가지며 널리 알려지게 되었다.
트랜스 레스베라트롤은 포도나무에서 곰팡이의 침입에 대항하여 생산된 항생물질로, 주로 포도의 껍질, 씨앗에 많이 발견된다. 각각의 품종, 지역, 그리고 얼마나 곰팡이에 노출되었느냐에 따라 껍질에 함유하고 있는 레스베라트롤의 양은 다르다.와인에서의 레스베라트롤 함량은, 포도의 껍질이 와인발효 단계에 오래 있을수록 많다.

### 식품
식품에 따라 레스베라트롤 함량은 큰 차이가 난다. 적포도주는 포도의 품종에 따라 0.2-5.8 mg/l 정도의 레스베라트롤을 포함하며, 백포도주에는 제조 과정상 포도껍질이 발효전에 제거되어, 레스베라트롤을 훨씬 적게 포함하고 있다. 몇몇에 따르면, 머스커딘 품종의 포도가 가장 많은 레스베라트롤을 포함한다고 하고, 이 품종으로 만든 적포도주와 백포도주는 40mg/l의 레스베라트롤을 포함하고 있다는 보고가 있었다. 하지만 후에 발견된 바로는, 머스커딘 종으로 생산된 와인에는 레스베라트롤이 거의 함유되지 않았다고 한다.
와인과 경쟁할만한 식품으로는 땅콩이 있고, 이중 땅콩새싹이 가장 훌륭한 공급원으로 알려져 있다. 싹이 나기 전의 땅콩은 품종에 따라 2.3-4.5 μg/g의 레스베라트롤을 함유하나, 발아가 된 후에는 11.7-25.7 μg/g을 포함한다. 최근에 밝혀진 바로는, 특수한 방식으로 재배한 땅콩새싹에는 많게는 580 μg/g의 레스베라트롤을 포함하는 것으로 알려져 있다.
오디열매도 레스베라트롤이 있는 것으로 알려져 있으며, 이것은 영양제로 판매되고 있다.
코코아 가루. 초콜렛류도 미량의 레스베라트롤을 포함하는 것으로 알려져 있다. (0.35 to 1.85 μg/g)

#### 와인과 포도쥬스의 레스베라트롤 양
| Beverage             | 레스베라트롤 양 (mg/l) | 레스베라트롤 양 (mg/150ml) |
| -------------------- | ---------------------- | -------------------------- |
| 적포도주 (global)    | 1.98 – 7.13            | 0.30 – 1.07                |
| 적포도주 (Spanish)   | 1.92 – 12.59           | 0.29 – 1.89                |
| 적포도쥬스 (Spanish) | 1.14 – 8.69            | 0.17 – 1.30                |
| 로제와인 (Spanish)   | 0.43 – 3.52            | 0.06 – 0.53                |
| 피노 누아르          | 0.40 – 2.0             | 0.06 – 0.30                |
| 백포도주 (Spanish)   | 0.05 – 1.80            | 0.01 – 0.27                |

#### 몇몇 식품에 함유된 레스베라트롤
| 종류       | 단위        | 레스베라트롤 양 (mg) |
| ---------- | ----------- | -------------------- |
| 땅콩 (생)  | 1 c (146 g) | 0.01 – 0.26          |
| 삶은 땅콩  | 1 c (180 g) | 0.32 – 1.28          |
| 땅콩 버터  | 1 c (258 g) | 0.04 – 0.13          |
| 적포도     | 1 c (160 g) | 0.24 – 1.25          |
| 코코아가루 | 1 c (200 g) | 0.28 – 0.46          |